# 江川事件
江川事件（えがわじけん）は、1978年のドラフト会議前日にプロ野球セ・リーグの読売ジャイアンツとのドラフト外入団により電撃的な入団契約を結んだ投手・江川卓の去就をめぐる一連の騒動。江川問題（えがわもんだい）、江川騒動（えがわそうどう）、空白の一日（くうはくのいちにち）とも呼ばれる。

## 1973年（高校3年時）のドラフト
1973年、江川卓は作新学院のエースとして、ノーヒットノーラン9回・完全試合2回、春の甲子園における大会通算最多奪三振記録など、数々の記録を残して日本中の注目を浴びた。プロ球団の目に止まるようになるが、江川と父親の二美夫は大学へ進学しプロへは行かないと明言。また進学先として慶應義塾大学を希望していることも明らかになった。
1973年11月20日、ドラフト会議が東京・日比谷の日生会館にて行われ、阪急ブレーブスが1位で江川の独占交渉権を獲得。当時のドラフトはくじによって球団の指名順位を決定する「変則ウェーバー方式」であった。ドラフト1位指名では、指名順位上位だった大洋ホエールズ、南海ホークス、近鉄バファローズ、日本ハムファイターズ、中日ドラゴンズが進学希望の江川の指名を回避して別選手を指名、阪急は指名順位6番目だった。なお、このドラフトにおける巨人の指名順位は10番目だった。
江川はドラフト会議が終了した後、午後3時過ぎから作新学院にて記者会見し、「プロへは全く行く気がなかったので、阪急から指名されたといっても関係ありませんよ。だからスカウトの方にも会うつもりはありません」「出来ればセ・リーグの球団。それも巨人に指名されて断りたかった」等と語った。報道陣が過去に大学進言を公言しながらドラフトで指名されると翻意してプロ入りした太田幸司、仲根正広らを挙げて問うと「ぼくは違います。たとえ親がスカウト攻勢にくずれたとしても、ぼくが反発する」。なぜそこまで頑ななのかと問われると「自信がないから。それに何かまた可能性が残されているような気がするので大学へ進みたい」と答えた。
後に江川は「当時は大学進学を完全に決めていたので、たぶん巨人であったとしても行かなかったと思う」と語っている
21日、阪急は球団代表の渓間秀典とスカウト部長の丸尾千年次が栃木県小山市の江川の自宅を訪問。江川は高校の授業のため不在で、父親の二美夫が応対したが大学進学の意思は変わらず、交渉は今回限りにして欲しいと申し出た。阪急は冷却期間を置き、12月7日に丸尾が小山市の江川宅を訪問。江川本人も二美夫も不在で母親の美代子しか居なかったがそれを承知の上での訪問だった。丸尾と美代子は約40分間話し合ったが、美代子は大学進学の意志は変わらないと伝え、交渉は進展しなかった。
丸尾は翌1974年1月1日の午前6時50分、江川宅を訪れ玄関のインターホンを鳴らしたり玄関から「江川さん！正月のあいさつに参りました」と呼び掛けたが応答は一切なく、約2時間後に引き揚げた。5日、丸尾は梅田の阪急電鉄本社にオーナーの森薫を訪ねこれまでの交渉を報告し、江川の進学の意志が固いことから交渉を断念することを申し入れて了承され、阪急は江川との交渉を正式に断念した。
江川は2月18日に慶應義塾大学の法学部政治学科、19日に文学部、20日商学部の3学部を受験。だが23日法学部政治学科の第一次、3月2日の文学部、そして6日の商学部の合格発表に名前はなくすべて不合格となった。7日、法政大学第二部法学部政治学科を受験し、13日に合格。法政大学に進学することになった。

## 1977年（大学4年時）のドラフト

### ドラフト直前の巨人逆指名
法政大学では1年目から六大学野球のエースとして活躍し、通算47勝（史上2位）、完封数17はリーグ記録、ベストナインにも6度選ばれ、通算奪三振数443個（当時1位）などの記録を残す。大学4年となった1977年11月に野球部の活動を終了。
11月9日、江川は元衆議院議長で母校の作新学院の理事長兼院長の船田中を訪問し、4年間の大学野球生活の終了を報告するとともに、来たるドラフト会議後のプロ球団との交渉を一任することを要望し、船田も快諾した。ところが、船田は19日に東京・平河町の船田事務所にて記者会見し、「江川君は巨人を強く望んでいる。身柄を一任されている私としては、本人の希望をかなえさせてあげたい」「指名がくじ引きであることは承知している。各球団が話し合って善処してほしいと期待している」と語り、希望球団は巨人であること、さらに他球団には江川の指名を回避してほしいと表明した。
船田が巨人を逆指名した事に対し、プロ野球界からは「船田さんがどんな大物政治家であろうが、仮に総理大臣であろうが、その発言や意思に野球界が動じるわけがない」（コミッショナー・金子鋭）、「江川家の意向を述べるだけなら、それは自由だ。しかし、それがドラフトで他球団を拘束することにはならない。意向を述べることも自由なら、指名することも自由だ」（セ・リーグ会長・鈴木龍二）、「船田さんの政治的発言がどうあろうとプロ野球にドラフトというルールがある以上、通用しません」（中日球団代表・中川清）、「あくまでドラフトの趣旨があるんだし、事前にはどういうべき筋合いのもんではない。ルールを崩すわけにはいかない」（南海球団代表・森本昌孝）などと反発の声が出た。

### 2度目のドラフト1位指名入団拒否
11月22日、ドラフト会議が東京・九段下のホテルグランドパレスにて午前11時より開催され、今回も4年前と同じくくじによって球団の指名順位を決定する「変則ウェーバー方式」であった。予備抽選ではこの年の優勝チームで日本一となった阪急ブレーブスの所属するパ・リーグの最下位、クラウンライターライオンズ（現・埼玉西武ライオンズ）が一番に、次いでセ・リーグの優勝チームで日本シリーズで阪急に敗れた巨人が所属するセ・リーグの最下位、大洋ホエールズ（現・横浜DeNAベイスターズ）がくじを引き、パ・セの下位チームが交互に抽選を行った。その結果、クラウンが指名順位の1番を引き当て、巨人は2番目だった。クラウンは江川を1位指名し、巨人は早稲田大学の山倉和博を指名した。
しかし、江川は12月3日に父親の二美夫、船田、船田の秘書の蓮実進らと共に東京・赤坂のクラウンの東京事務所にオーナーの中村長芳を訪れ、入団を拒否することを伝える。この後、東京・平河町の船田事務所にて記者会見し、入団拒否を正式に表明。会見であらかじめ用意したメモを読み上げ「指名された球団（クラウン）は、関東に住む私にはなじみの薄かったこと、球団が遠隔地（九州・福岡）であるため、私の関係者が私のプレーを見られないという意見も多かった。今まで私はこれら関係者の多大な援助を受け、育ってきたので無視することができなかった」などと語った。
12月5日、クラウンの渉外部長の青木一三が早朝に船田事務所に電話し、応対した秘書の蓮実に対し会談を申し入れたが予定が詰まっているとして拒否される。9日、メジャー・リーグのウインターミーティングに参加していたオーナーの中村が帰国し、赤坂の中村事務所にて青木らと共に協議し、江川側と交渉を試みることを確認。12日、中村は午前に船田事務所を訪れたが船田は不在だった。このため秘書の蓮実に船田との面会を求めているとして協力を要望。しかし夕方、蓮実は赤坂の中村事務所に電話で連絡し「3日に入団を拒否することを伝えたので、改めてお会いすることはないと思う」との船田の意向を伝えた。蓮実はこの時、作新学院が10日の理事会で江川が大学を卒業後に同校に迎え入れることを決定したと伝えた。
中村は翌13日の正午、船田事務所を訪問したが船田は不在。再度、蓮実に電話で船田との面会を求めたが、拒否される。秘書の大島孝が報道陣に対し「もう船田先生も会われませんよ。中村オーナーが何度会われても同じです。船田先生に中村オーナーの意向を伝えることもないでしょうし、こちらからも連絡はしません」と説明した。中村は15日午前10時に船田事務所を訪れたが、今度は船田も秘書も全員不在で会うことは出来なかった。
なお、江川は引退後のインタビュー等で、巨人でなくとも関東のセ・リーグ球団であるヤクルトスワローズ、横浜大洋ホエールズ（現：横浜DeNAベイスターズ）からの指名であれば入団するつもりだったと語っている。この点について江川は後に、巨人との対戦機会が多いことに加え、当時交際中だった後の夫人が東京在住のため遠距離恋愛を避けたいという点を考慮し、「首都圏のセ・リーグ球団なら」との思いを固めていたことを語っており、クラウンライターは福岡市を本拠地とするパ・リーグ球団のため、江川が望む条件とは大きくかけ離れていた。

### 野球留学へ
クラウンへの入団を拒否した江川は卒業後1年間は"野球浪人"することを決め、江川家ではこの1年の過ごし方が何度も話し合われた。社会人野球入りは入社後2年間は在籍しなければドラフトにかからない規則があり、2年は長すぎるとして選択肢にはなかった。結局、作新学院職員となる一方で、アメリカの大学の野球部に野球留学することにした。船田事務所を通じて南カリフォルニア大学の野球部と交渉し、同大にて練習生として参加することが認められた。同大野球部の監督のロッド・デドーはアメリカのアマチュア野球界の指導的地位にありトム・シーバーなど投手育成に定評があり、日米大学野球を通じて江川と面識があった。
78年3月、法政大学を卒業。4月にアメリカに渡り、同大での野球留学を始めた。規定により公式戦には登板できないが、オープン戦での登板やチームの練習に参加する事を通じてトレーニングを積むことになったのである。

## 1978年オフの選手契約

### クラウンの身売り
1978年10月12日、クラウンライター・ライオンズの運営会社である福岡野球株式会社は国土計画に球団の経営権を譲渡し球団名を「西武ライオンズ」に改め、本拠地を福岡県の平和台球場から、同社が現在埼玉県所沢市に建設中の新球場に移転することを発表。11月12日に新たに球団社長になった宮内巌（西武グループ総帥堤義明の番頭格）が渡米、江川とロサンゼルスにて入団交渉を行ったが、江川の翻意はなかった。西武は11月20日、池袋の球団事務所にて午後5時より記者会見し、宮内は「江川君とロスで直接交渉したとき、巨人入りの意思が想像以上に強固なものと感じとった。」として、江川の獲得を断念したと正式に発表。同日深夜0時をもって、西武の江川との交渉権が消滅した。

### 空白の一日
当時の野球協約において、ドラフト会議で交渉権を得た球団がその選手と交渉できるのは、翌年のドラフト会議の前々日までとされていた。これは、会議前日まで交渉を続けた場合に、その交渉地が遠隔地だった場合に気候の急変などにより球団関係者がドラフト会議に出席できず、ドラフト会議に支障をきたす恐れがあるため、ドラフト会議の準備期間（閉鎖日）として設けられたものであった。1978年において、交渉閉鎖日は11月21日だった。また、当時のドラフト対象学生は「日本の中学・高校・大学に在学している者」であり、それ以外のドラフト対象としては学校中退者や社会人野球選手があったが、江川は大学卒業後に社会人野球に入らなかったため、野球協約の文言上ではドラフト対象外であった。日本野球機構はドラフト対象の範囲を広げるため、1978年7月31日の改正によってドラフト対象選手を「日本の中学・高校・大学に在学した経験のある者」へ改正しており、江川のような浪人中のケースもドラフト会議の対象者に含まれるようになったが、この新協約は「次回ドラフト会議当日から発効する」こととなっていた。そのため、江川は後にも先にも、1978年11月21日の一日だけ、ドラフト対象規定の枠外にある、と解釈しうる状況であった。
江川は留学先のロサンゼルスにて22日のドラフト会議の結果を聞き（会議終了直後に現地で記者会見を行う予定も組まれていた）、26日頃に帰国を予定していた。しかし17日、船田中の秘書の蓮実が20日までに帰国するよう指示。これを受け江川は20日に成田空港着の日航機にて帰国（これに伴い記者会見の予定をキャンセルしたため、マスコミにも急な帰国が知られることになった）。蓮実の運転する車に乗りこみ、東京・南青山の船田の邸宅を訪問し、船田に帰国の挨拶と留学の成果を報告。船田邸にて一夜を過ごした。
翌21日朝、江川は契約の根拠について蓮実より説明を受け、これを承諾。巨人は午前9時より東京・平河町の全共連ビルで江川と契約書に調印し、9時30分より同ビル6階の「オークルーム」にてオーナーの正力亨、球団代表の長谷川実雄、船田、江川らと共に記者会見し、江川と選手契約を結んだと発表。正力、船田に続き、江川が口を開き「子供のころからの夢がかない、大変うれしく思います」等と語った。
巨人が江川との入団契約を行った根拠は、上述の通り、ドラフト会議の前日の11月21日には西武の交渉権が消滅しており、「日本の中学・高校・大学に在学した経験のある者」をドラフト対象とするのはドラフト会議が行われる11月22日以後であると巨人は解釈し、11月21日時点で江川はドラフト対象外選手である、という解釈であった。
午前10時、巨人の球団職員が東京・銀座のセ・リーグの連盟事務所を訪れ、統一契約書を提出したが、事務局長の金子家基は「コミッショナーほかの裁断を待って」とひと先ず預かるという形で受け取った。プロ野球実行委員会が午後0時2分より東京・九段下のホテルグランドパレスにて開催。元々、翌日のドラフト会議のための下打ち合わせのためだったが、これの後に巨人と江川の契約についての討議をした。巨人からは長谷川球団社長が出席し、契約の正当性を主張したが他の11球団から「野球協約の精神に反する」「法の盲点を狙うのはスポーツマンシップに反するだけでなく、球界の秩序を乱す」との意見が続出。議論は5時間近くに及んだ。
午後6時20分よりセ・リーグ会長の鈴木龍二、パ・リーグ会長の工藤信一良、コミッショナー事務局長の井原敦、長谷川が記者会見。鈴木は、実行委での討議した末、巨人の江川の選手登録申請は野球協約上、該当しないとして却下すると発表。長谷川は、東京地裁に対し江川の地位保全のため仮処分申請を行うと明らかにした。
巨人は午後8時45分から東京・大手町の読売新聞内の球団事務所にて記者会見し、オーナーの正力が「巨人軍は重大決意のもとに明日二十二日のドラフト会議に出席いたしません」「巨人軍は二十二日江川君の問題について、コミッショナー、リーグ会長に異議の申し立てを行います」との声明文を発表。長谷川は実行委員会後の「仮処分申請」発言について、法的に検討した結果、申請までに時間がかかるとして、事態の推移を見て申請すると説明した 。

### 3度目のドラフト会議
11月22日、ドラフト会議が午前11時から東京・九段下のホテルグランドパレスの「ダイヤモンド・ルーム」にて行われる。巨人はその開始直前に長谷川球団代表が同ホテルにて金子コミッショナー、鈴木セ・リーグ会長に対し江川の支配下選手登録の申請を却下した事に対する異議申し立ての文書を手渡し、前日のボイコット宣言通りドラフトを欠席。史上初めて11球団での開催となった。
ドラフト会議は今回から、それまで予備抽選を行い指名順を決定する方式から、全球団が第1位に指名する選手を入札し、一人の選手に複数の球団が指名した場合は改めて抽選を行い交渉権を獲得する球団を決定するという新方式が採用された。江川には南海、阪神、ロッテ、近鉄が1位指名し、抽選の結果、阪神が交渉権を獲得した。江川との交渉権を喪失した西武は社会人野球・住友金属の投手の森繁和を1位指名し、独占交渉権を獲得した。江川はこの日、弁天町にある当時交際していた恋人の実家でドラフト会議のテレビ中継を観ていたという。ドラフト会議が終了後、金子コミッショナーは「巨人は十分に反省しなければならない。二十一日の実行委でも、巨人のやり方を少しでも支持した球団は一つもなかったではないか。自分たちは何をしたのかを冷静に考えるべきだ」と語り、巨人を批判した。
巨人オーナーの正力亨は午後3時半より東京・大手町の読売新聞本社にて記者会見し、野球協約ではドラフト会議は全球団の出席を不可欠の要因としており、今回のドラフトは効力が発生せずドラフト会議は無効であるとして、コミッショナーに提訴状を出したと発表する。
江川との独占交渉権を獲得した阪神は、ドラフト会議終了後、球団代表の岡崎義人、スカウトの小林治彦、田丸が船田事務所を訪問した。岡崎が玄関から呼び掛けたが中から「お会いできません」「蓮実は出掛けております」などとの返答があったのみで、わずか2分足らずで引き揚げた。夕方、田丸が栃木県小山市の江川の実家へ電話であいさつしたが、江川の母親の美代子が「巨人の江川ですのでお会いできません」と返事した。23日に江川の実家を訪問する予定だったが、当日になって取り止めた。阪神は冷却期間を置いて、その後に江川と交渉を行うことを決めた。

### コミッショナーの強い要望
金子は12月21日、「ドラフト会議欠席は巨人側が勝手に行ったこと」としてドラフト会議の結果はそのまま有効とし、その上で「江川と巨人による入団契約は認めない」ことと「阪神の江川に対する交渉権獲得を認める」裁定を発表した。
しかし金子は、翌12月22日のプロ野球実行委員会において「江川には一度阪神と入団契約を交わしてもらい、その後すぐに巨人にトレードさせる形での解決を望む」という「強い要望」を提示した。これは、江川獲得の正当性やセ・リーグ脱退を主張する巨人に対する批判が強まり、今後のプロ野球運営に支障をきたす可能性が出たため、江川獲得という巨人の目的を達成させることにより、問題の解決を図ろうとするものだった。野球協約では新人選手の公式戦開幕前の移籍は禁止されていたが、金子はそれを承知の上でトレードによる解決を提案した。なお、この規定は荒川尭のプロ入りをめぐるトラブル（荒川事件）を教訓に野球協約が改正されたもので、改正当初は初年度の移籍が禁止されていたが、この年から「公式戦開幕前」に緩和された。この改正は江川事件の発生する前に決定しており、江川事件とは関係なく偶然のタイミングであった。
この「強い要望」を公表したとき、金子は「各球団の実行委員もほぼ同意してくれた」と語っているが、阪神はこれに強く反発し、球団社長の小津正次郎も「王貞治を用意したとしてもトレードには出さない」と繰り返し発言していた。一方、巨人は前記のコミッショナー裁定を受け、12月27日に「空白の一日」による江川との契約を解除した。
これにより阪神が正式に江川との交渉を開始することになった。
翌1979年1月より、阪神は江川と入団交渉を行ったが、獲得を希望する阪神に対し、江川はトレードの確約を主張するなど交渉はまとまらなかった。

### 電撃トレード
ところが、期限切れ直前の1979年1月31日、巨人と阪神は、阪神が江川と一度入団契約を交わし、同日中に小林繁との交換トレードをすると発表。阪神は最終的に金子の要望を受け入れることとなった。これはオーナーの正力亨が日本野球機構の脱退も示唆したため、最悪の事態を恐れた日本テレビ放送網社長の小林与三次が巨人に協力するように阪神電鉄社長の田中隆造や球団社長の小津正次郎を説得させると同時に小林とのトレードを提案したことが背景にあった。
江川は早朝に小山市の自宅を車で出発。小津とスカウトの小林が午前に飛行機で大阪から上京し、正午に東京・銀座の連盟事務所にて鈴木と会談。小津は江川と午後3時から東京グランドホテルにて入団交渉を行い、江川は阪神との契約に同意。小津と江川がこの後同ホテルにて記者会見し、小津は江川と契約した理由について「鈴木会長が"阪神に迷惑はかけない。コミッショナーと私が責任を持つ"といったので江川との契約に踏み切った」とした。さらに「今回の事件の原因は野球協約の不備にある」との見解を明らかにした。小津はこの後、連盟事務所に赴き、江川の支配下選手の登録申請を行い鈴木は受理。午後5時、セは「阪神・江川」を公示した。
小津はこの後、東京・大手町の読売新聞本社にある巨人の球団事務所を訪れ、契約を結んだ江川とのトレードの交渉に入り、交換要員を小林とすることで合意した。巨人ナインは春季キャンプ地である宮崎へ移動するため羽田空港に集合していたが、小林は正午、巨人の球団関係者に呼び止められ紀尾井町のホテル・ニューオータニに呼ばれた。ここで長谷川から阪神と契約した江川との交換トレードを説得され、最終的に同意した。
巨人と阪神は日付が変わった2月1日午前0時17分より長谷川と小津が東京・大手町の読売新聞本社にて江川と小林のトレードを正式に発表。小林は午前0時40分から同社8階にて記者会見し、「結論からいえば阪神にお世話になることになりました。その大きな理由は、野球が好きで、これからもずっとやっていきたいと思うからです。阪神の人たちに強く望まれていくんだから精いっぱいやりたい気持ちでいっぱいです」などと語った。
一方江川は2月1日、正午から平河町の船田事務所にて記者会見し、「興奮しないでやりましょう」と切り出した上で、「僕は一貫して人に迷惑をかけないという信念でやってきたつもりだが、結果的には小林さんとのトレードという形になった。しかし、小林さんの阪神へ移籍する立派な記者会見を聞いたりして、非常に感謝している。いつか小林さんに追いつけるようがんばりたい」、などと語った。
これによって江川は念願の巨人入りを果たしたが、巨人と江川は世論やマスコミの激しい批判を受けた。また「（野球協約に違反する）開幕前のトレードはしない」と発言していながら、結局はその開幕前のトレードを決定した阪神の球団社長の小津も強い批判を受けることになった。
球界内外から江川と小林の野球協約違反となる新人選手の開幕前のトレードには批判が高まり、協約に則りトレードは開幕後とするべきとの反対意見が出た。2月8日のプロ野球実行委員会に置いて、金子は「強い要望」を全面撤回。小林と江川のトレードについて、協約違反になるため白紙撤回し、改めて小林の阪神への移籍は認め、江川の移籍は開幕日まで凍結することを決定。巨人からは長谷川が出席し、一連の騒動を謝罪。江川の公式戦出場は開幕から2カ月自粛することと表明。金子は騒動の責任を取りコミッショナーを辞任。辞任の際、後任にふさわしい人物像を聞かれ「法曹関係者がいい」と答えた。
10日、セ・リーグは巨人の球団代表の長谷川に対し戒告と制裁金10万円、阪神の球団社長の小津に対し注意の処分を科したと発表した。

## その後
江川が巨人入りを強く望んだ大きな理由は、慶應入学が叶わず、法政に行かざるを得なかったからとも言われている。1985年から1989年まで巨人の広報室長を務めた若林敏夫によれば、江川は若林に「僕もいつかは野球選手を辞めて、社会で仕事をしなければいけなくなる。そのためにもどうしても慶應に入っておきたかった」ということを話していたとされ、また若林は、江川にとって「慶應」に代わるブランドが「巨人」だったという説明をしている。
江川は巨人の春季キャンプへの参加は認められなかったため、実家のある栃木県小山市にて巨人OBの矢沢正が付き添い、トレーニングを積むことになった。4月7日、巨人と阪神との間で江川の巨人への譲渡の手続きを行い、江川の巨人入りが正式に決定。6月1日に一軍選手登録され、翌6月2日の阪神戦で初登板した。これは当時、試合出場は登録翌日からと規定されていたためで、6月1日の同カードで登板していた小林との対決は実現されなかった（なお現在は規定が改正され、登録当日より試合出場が可能となっている）。また、江川と入れ替わりに阪神へ渡った小林は、この年には対巨人戦8勝負けなしという成績を収め、意地を見せた。
なお、初登板の際は、阪神側のスタンドからは「KO!KO!江川」コールや、「アホ!アホ!アホの江川!」という「アホの坂田」の替え歌を浴びせられながら迎えられるという異常事態な状況であった。
半ば超法規的な措置で入団したことにチームメイトからの評価も芳しくなかった。江川が巨人に入団して3年目の1981年に日本一のV旅行でハワイを訪れた際に開かれた夫人同士での食事会で、江川の妻は他選手の夫人から小林のトレードにはいまだに釈然としない思いがある、と聞かされて泣いたという。
江川と小林の初の直接対決は1980年8月16日に実現した。巨人対阪神で江川と小林が先発となり、結果は5-3で巨人が勝利、江川が完投して勝利投手となった。小林は5回に江川に勝ち越しのヒットを打たれて4失点で降板し、敗戦投手となった。
江川の引退後、本宮ひろ志が伝記漫画『実録たかされ』の取材時に当時のスポーツ新聞を「もう時間もたったから大丈夫だろう」と江川に見せたところ、江川はトイレで嘔吐するほどの拒絶反応を示したという。
小林は2007年に博報堂が企画した黄桜のコマーシャル撮影で江川と対面。当時を振り返った小林は2人ともしんどかったと互いを労い、（江川事件は）他人に作られた問題であって自分たちが作った問題ではなかった。小林と江川は何かあるたびにこれを持ち出される。そんな生き方はしたくない、もっと楽に生きたいと語っている。
2011年に巨人のヘッドコーチ人事を巡り、渡邉恒雄球団会長より「現ヘッドコーチの岡崎郁を更迭し、江川をヘッドコーチとする」という話があったことが清武英利球団代表によって明らかにされた（清武の乱）。江川はヘッドコーチ就任要請について「正式な話は受けていない」とコメントし、名前が挙がったことは光栄であるとしつつも「入団したとき小林繁さんに迷惑を掛けた（江川事件）ときと同様に、岡崎さんに迷惑を掛けることになるので、受けるのは難しい」と要請を固辞する考えを明らかにした。また、巨人監督の原辰徳はコーチ人事について「まったく知らなかった。江川さんは大事な先輩なので、ご迷惑をかけてなければいいのですが」とコメントした。

## 球界への影響
1977年12月、江川が2度目の入団拒否を表明したため、ドラフト制度のため選手が自分の所属する球団を選べず、憲法第22条第1項が定める「職業選択の自由」に反するのではないかという議論が起きた。1978年2月16日、参議院法務委員会で質疑の対象になり、鈴木龍二、三原脩、川上哲治など球界関係者5人が参考人として呼ばれた。78年3月28日のプロ野球実行委員会においてドラフト制度を再検討することを決定し、ドラフト制度審議委員会の設置を決めた。その結果、1球団の指名は4名までとし、指名が重複した場合に抽選を行い独占交渉権を決定する方式に変更された。
また、江川問題は沢村栄治賞の選考基準の変更にも影響を与えた。当時、沢村賞は賞を制定する読売新聞社からの委属で在京のマスコミ各社の運動記者クラブの部長会が選考を行っていた。江川はプロ2年目の1980年に16勝をあげ最多勝のタイトルを獲得したが同年の選考では「該当者なし」と決定し落選。翌1981年には、20勝6敗の好成績で最多勝、最優秀防御率等投手タイトル五冠を獲得したが、沢村賞には西本聖が選ばれた。この選考は波紋を呼び、翌1982年、運動記者クラブの部長会は沢村賞の選考を辞退。元プロ野球投手から構成される「沢村賞選考委員会」による選出に変更された。

## 企業間の関係への影響

### 読売グループと西武グループ
この当時、江川事件に加え、松沼博久・雅之兄弟を巡る争奪戦など、読売ジャイアンツと西武ライオンズの球団間の争いは多岐に渡り、最終的に親会社である読売グループと西武鉄道グループ（現：西武グループ）の遺恨にまで発展した。
読売新聞・報知新聞、日本テレビ（日テレ）は西武鉄道グループ・西武流通グループ（後の西武セゾングループ→セゾングループ。2001年に実質的に消滅）の広告・CMを締め出した。逆に西武鉄道も駅構内ポスター・車内吊り広告から読売グループの広告を締め出している。
さらにこの遺恨はプロ野球中継にも波及し、新生ライオンズの西武球場における中継では、日テレは1979年5月19日に対阪急戦のデーゲームを中継しているが（解説：中村稔）、それ以降は一部年度での散発的なものにとどまった。また同時期に開局し、当時から同球団と密接な関係にある地元局のテレビ埼玉（テレ玉）が、当時先発の首都圏独立UHF3局（tvk・チバテレビ・群馬テレビ）で実施していた日テレ制作の後楽園における巨人主催試合のトップ&リレーナイターのネットワークを、開局直後の1979年に受けただけで翌年から打ち切る事態に発展した。ただし前述の通り、一部年度には日テレもデーゲームを散発的に放送したほか、その後も読売テレビ制作の近鉄・南海主催の対西武のデーゲームを、日テレがネットしなかった際にテレ玉が代わってネット受けすることがあった。
なお、1991年に当時の読売の最高実力者だった務臺光雄が死去してからはこの遺恨も自然消滅し、以降、堤義明と古くから親密である渡邉恒雄が読売の実力者となってからは両グループの関係は修復された。
修復後の1996年オフに巨人入団を熱望していた西武の清原和博内野手がFA宣言した際は、堤から渡邉に直々に「清原を獲ってやってほしい」という旨の連絡を入れている。日テレも西武の松坂大輔投手の登板試合を巨人戦と二元中継したほか、2001年にBS日テレでも1試合が放送された。また、ビジターの地元系列局向けの中継を読売テレビ（対阪神）と福岡放送（対ソフトバンク）が制作している。
2006年には堤義明の異母兄で、セゾングループの創業者であり、事件当時は西武鉄道の取締役でもあった堤清二が、日テレ（当時、現：日本テレビホールディングス）の社外取締役に就任し、2013年11月に死去するまで務めた。

### 三菱グループと西武グループ
太平洋クラブライオンズ球団社長（1972年）、クラウンライターライオンズ球団代表（1976年）を歴任し、1978年の西武ライオンズ発足に伴い球団代表に就任して西武黄金時代を築いた坂井保之は、自著『深層「空白の一日」』で以下の通り述べている。
江川はアメリカ留学中、後見人を務める三菱商事の現地駐在員の住居に身を寄せて、西武球団からのスカウトの交渉を拒絶し続けた。堤義明はこれに対し、西武グループ（西武バス・西武タクシー・西武運輸）の車両を納入していた三菱自動車工業の経営陣を介し、駐在員に協力を求めるよう三菱商事本社に掛け合ったものの、「社員個人のプライベートには干渉できない」と対応されたため、西武グループ代表の堤義明は三菱商事に対しても激怒した。
このため、西武バスなど西武鉄道グループ各社では、1975年からバス車両を三菱自動車工業（現：三菱ふそうトラック・バス）製に統一していたが、1979年度の導入分より同社製車両の購入を中止し、ほぼ全車両を日産ディーゼル工業（現：UDトラックス）製に変更した。日産ディーゼルが選ばれた理由は、埼玉県上尾市に本社を置く同社がライオンズの後援企業だったためである。大宮駅発着のライオンズ観戦バスの車内広告や車体広告には、他社製の車両への掲出ながら、日産ディーゼルも広告を出稿していた。
また、すでに資本面で西武鉄道グループから独立し、西武流通グループの筆頭企業となっていた西武百貨店もこれに同調し、三菱関連商品を全て店頭から撤去した。
西武バスグループではその後、1998年からは並行していすゞ自動車製の車両も新製導入したため、日産ディーゼル製のみの導入ではなくなった後、2003年からはコミュニティバス用に三菱ふそう製バスの導入を小型バスで再開した。
堤の失脚後は、2010年にUDトラックスのバス製造事業終了を受け、三菱ふそう自体がダイムラーグループの傘下になったこともあり、翌2011年より三菱ふそう製の大型路線車の導入を本格的に再開した。
21世紀に入ると西武鉄道では車両の電装品に三菱電機の製品を本格的に使用するようになった。
一方、江川側の説明としては、江川の著書『たかが江川、されど江川』を本宮ひろ志が漫画化した『実録たかされ』第2巻で、江川は当時、西武ライオンズの宮内巌球団社長に会い「自分の周囲の人間の顔を潰すため（西武には）入団できない」と説明したという。また、宮内が西武球団や堤に対して「江川に会って断られた」と言ったのか、「（江川に）会わせてもらえなかった」と言ったのかは分からないとしている。

## 補足事項
1978年のドラフト会議で、巨人は江川の次の指名選手として東芝府中の落合博満を予定していた。しかし巨人のドラフト会議欠席によって流れ、落合はロッテに3位指名された。これは落合自身が後年自著で証言している。
学生時代でのドラフト指名を拒否して、翌年のドラフト指名のために、数年間ドラフト指名ができなくなる大学野球や社会人野球に行かなかった選手に、1969年ドラフト指名の荒川尭（ヤクルト）、1989年ドラフト指名の元木大介（巨人）、2011年ドラフト指名の菅野智之（巨人）がいる。荒川は大洋の指名を拒否してアメリカ留学、交渉権消滅直前に大洋と入団契約して直後にヤクルトへ移籍。元木はダイエーの指名を拒否してアメリカ留学、翌年のドラフトで巨人から指名されて入団契約。菅野は日本ハムからの指名を拒否して大学留年、翌年のドラフトで巨人から指名されて入団契約した。
なお現在の野球協約では、ドラフト指名されなければ、四国アイランドリーグplus・ベースボール・チャレンジ・リーグ・関西独立リーグなどの日本国内の独立リーグに参加すれば、国内で野球をしながら高卒及び大卒1年目での指名は可能であるが、ドラフト指名を拒否した場合は高卒は3年目、大卒は2年目まで指名できない。また、当時と異なり、現在ではプロ志望届制度が導入されているので、学生の場合はプロ志望届が期限までに提出されなかった場合は、ドラフト指名そのものができなくなっている。この制度によって、強行指名はプロ志望届制度導入以前と比較して相当に少なくなっている。